# Magnetische Helizität
Die magnetische Helizität ist eine Größe in der Magnetohydrodynamik. Sie ist ein Maß, das zeigt, wie sehr die Feldlinien ineinander verketten und umeinander kreisen. Bei nicht vorhandenem elektrischem Widerstand im System ist sie eine Erhaltungsgröße. Wenn magnetische Helizität in einem Magnetfeld vorhanden ist, tendiert das System dazu von kleinskaligen magnetischen Strukturen immer größere Strukturen zu formen. Dies kann man auch als einen „inversen Transfer im Fourierraum“ bezeichnen.
Diese letzte Eigenschaft macht die magnetische Helizität besonders: Turbulente dreidimensionale Strömungen tendieren dazu, Strukturen zu zerstören, indem große Wirbel in immer kleinere zerfallen (ein als “(direkte) Energiekaskade” bezeichnetes Phänomen, das durch Lewis Fry Richardson und Andrei Nikolajewitsch Kolmogorov beschrieben worden ist), wo sie letzten Endes durch Viskosität in Hitze verwandelt werden. Durch eine Art inverse magnetische Helizitätskaskade kann das Gegenteil auftreten: Kleine helikale magnetische Strukturen (das heißt, Strukturen mit einer Helizität ungleich Null) führen zu großen Magnetfeldern. Dies ist zum Beispiel bei der Heliosphärischen Stromschicht – eine magnetische Struktur in unserem Sonnensystem – sichtbar.
Magnetische Helizität ist in astrophysikalischen Systemen von großer Relevanz, da in diesen der elektrische Widerstand typischerweise gering ist. Beispielsweise ist die Dynamik der magnetischen Helizität in Sonneneruptionen und koronale Massenauswürfen von Bedeutung. Der Sonnenwind enthält magnetische Helizität. Die Erhaltung der magnetischen Helizität ist auch in Dynamo-Prozessen von Relevanz. In der Fusionsforschung spielt magnetische Helizität beispielsweise in „Reversed field pinch“-Experimenten eine Rolle.
Die magnetische Helizität eines Systems kann man nicht direkt messen. Unter bestimmten Annahmen und Bedingungen, kann man sie aus der „Stromhelizität“ schlussfolgern (siehe diesen Abschnitt).

## Mathematische Formulierung
Allgemein ist die Helizität {\displaystyle H^{\mathbf {f} }} eines glatten dreidimensionalen Vektorfeldes {\displaystyle \mathbf {f} } durch das Volumenintegral des Skalarproduktes von {\displaystyle \mathbf {f} } und dessen Rotation {\displaystyle \nabla \times {\mathbf {f} }} definiert:
{\displaystyle H^{f}=\int {\mathbf {f} }\cdot {\nabla \times {\mathbf {f} }}\,d^{3}{\mathbf {r} }},
wobei {\displaystyle d^{3}{\mathbf {r} }} das infinitesimale Volumenelement ist, und die Integration über das gesamte betrachtete Gebiet stattfindet.
Die magnetische Helizität {\displaystyle H^{M}} wird als die Helizität des magnetischen Vektorpotentials {\displaystyle {\mathbf {A} }} definiert, wobei {\displaystyle {\mathbf {B} }=\nabla \times {\mathbf {A} }} die magnetische Flussdichte ist:
{\displaystyle H^{M}=\int {\mathbf {A} }\cdot {\mathbf {B} }\,d^{3}{\mathbf {r} }}.
Die magnetische Helizität {\displaystyle \textstyle \int {\mathbf {A} }\cdot {\mathbf {B} }\,d^{3}{\mathbf {r} }} soll nicht mit der Helizität des Magnetfeldes {\displaystyle \textstyle H^{J}=\int \mathbf {B} \cdot \mathbf {J} \,d^{3}{\mathbf {r} }}, mit {\displaystyle {\mathbf {J} }=\nabla \times {\mathbf {B} }} der elektrische Stromdichte, verwechselt werden. Diese Größe wird Stromhelizität genannt (engl. current helicity). Im Gegensatz zu der magnetischen Helizität ist die Stromhelizität keine ideale Invariante (selbst wenn der elektrische Widerstand Null ist, wird sie nicht erhalten).
Da das magnetische Vektorpotential nicht eichinvariant ist, ist die magnetische Helizität auch im allgemeinen Fall nicht eichinvariant (siehe diesen Abschnitt). Als Folge davon kann man die magnetische Helizität nicht direkt messen. Jedoch lässt sich unter bestimmten Bedingungen und Annahmen die Stromhelizität in einem System bestimmen und daraus, unter weiteren Bedingungen und Annahmen, die magnetische Helizität schlussfolgern.

## Topologische Interpretation

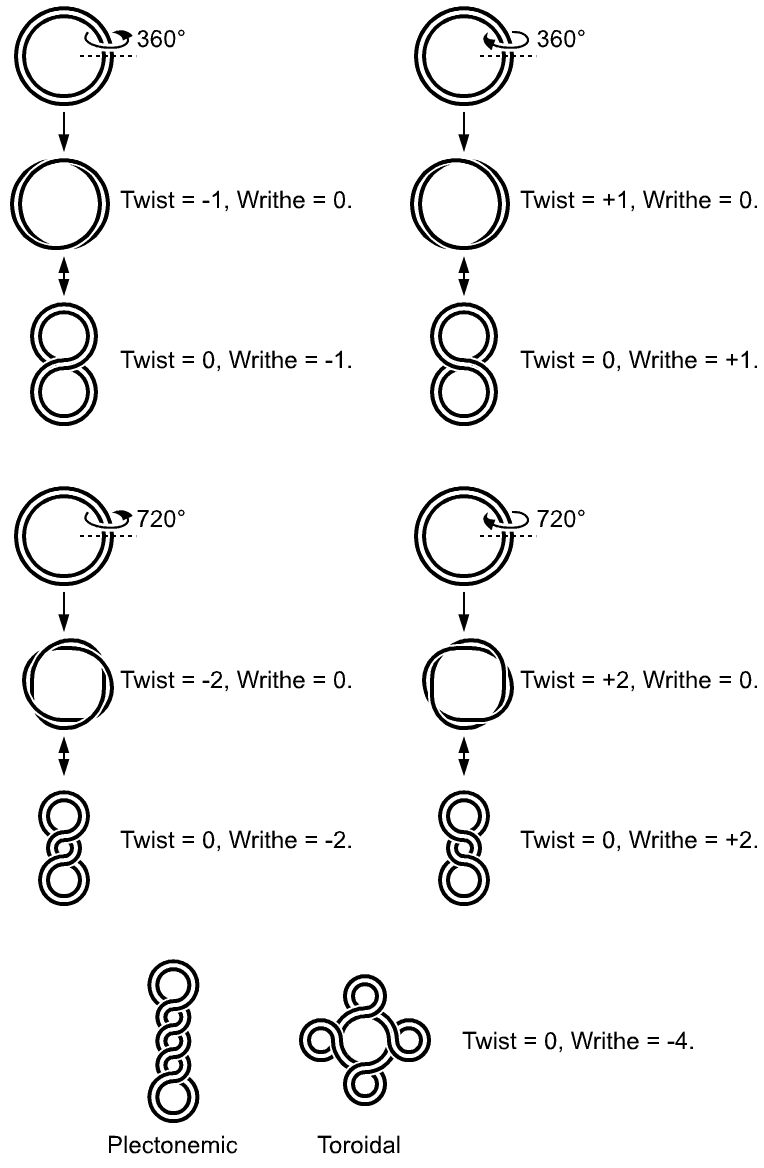
Abbildung 1: topologisch gesehen können Verwringung (engl. writhe) und Drehung (engl. twist) ineinander umgewandelt werden.

Der Name „Helizität“ beruht auf der Tatsache, dass die Bewegung der Fluidpartikel in einer Strömung mit der Geschwindigkeit {\displaystyle \mathbf {v} } und Wirbelstärke {\displaystyle \mathbf {\omega } =\nabla \times \mathbf {v} }, in Gebieten, in denen die kinetische Helizität {\displaystyle \textstyle H^{K}=\int \mathbf {v} \cdot \mathbf {\omega } \neq 0} eine Helix bildet. Für {\displaystyle H^{K}>0} ist diese rechtshändig, und für {\displaystyle H^{K}<0} linkshändig. Auf ähnliche Weise verhält es sich für die Form von Magnetfeldlinien.
Gebiete, in denen magnetische Helizität ungleich Null ist, können helikale Magnetfeldlinien enthalten, aber auch andere Arten von magnetischen Strukturen aufweisen. Magnetische Helizität ist nämlich eine Verallgemeinerung vom topologischen Konzept der Verknüpfungszahl. (engl. linking number) Die Verknüpfungszahl beschreibt wie sehr die Magnetfeldlinien einander verketten (für einen mathematischen Beweis dieser Eigenschaft, siehe ). Durch ein einfaches Experiment mittels einer Schere und einem Blatt Papier kann man zeigen, dass Magnetfeldlinien, die umeinander kreisen, auch als verkettet angesehen werden können (siehe Abbild 5 in der Referenz). Deswegen lässt sich magnetische Helizität sowohl als helikalförmige Magnetfeldlinien, verkettete magnetische Strukturen, aber auch als ein umeinander Kreisen der Magnetfeldlinien betrachten.
Umeinander kreisende Magnetfeldstrukturen können unterschiedliche Formen haben. Zum Beispiel betrachten wir eine gedrehte Ansammlung von benachbarten Magnetfeldlinien, die sogenannte geschlossene „magnetische Flußrohre“ bilden (zur Veranschaulichung, siehe zum Beispiel die Rohre in Abbildung 1). Die Drehung bedeutet hier, dass sich die Rohre um ihre eigene Achse drehen (Figuren mit Twist={\displaystyle \pm 1}). Topologisch gesehen, können Drehung und Verwringung ineinander umgewandelt werden, wobei die Verwringung bedeutet, dass die Achse der Rohre selbst Drehungen macht (Figuren mit Writhe={\displaystyle \pm 1}). Man kann ebenfalls zeigen, dass Knoten auch äquivalent zu Drehungen und/oder Verwringungen betrachtet werden können.

## Bildung größeren magnetischen Strukturen
Magnetische Helizität führt dazu, dass sich von kleinen helikalen Strukturen immer größere Strukturen ausbilden. Dies nennt man einen inversen Transfer im Fourierraum (im Gegensatz zu der (direkten) Energiekaskade in 3D-turbulente Strömungen). Die Möglichkeit von solch einem inversen Transfer wurde zuerst bei Uriel Frisch und dessen Mitarbeitern entdeckt und wurde durch mehrere numerische Experimente bestätigt. Deshalb ist magnetische Helizität eine Möglichkeit, die Existenz und die Erhaltung großer magnetischer Strukturen im Weltraum zu begründen.
Ein Argument für diesen inversen Transfer von Referenz ist im Folgenden wiederholt. Dieser basiert auf der sogenannte „Realisierbarkeitsbedingung“ (engl. realizability condition) von der magnetischen Helizität im Fourierspektrum {\displaystyle \textstyle {\hat {H}}_{\mathbf {k} }^{M}={\hat {\mathbf {A} }}_{\mathbf {k} }^{*}\cdot {\hat {\mathbf {B} }}_{\mathbf {k} }} (wo {\displaystyle {\hat {\mathbf {B} }}_{\mathbf {k} }} der Fourierkoeffizient vom Wellenvektor {\displaystyle \mathbf {k} } des Magnetfeldes {\displaystyle {\mathbf {B} }} ist, und in ähnlicher Weise für {\displaystyle {\hat {\mathbf {A} }}}). Der Stern {\displaystyle \scriptstyle *} bedeutet die komplex Konjugierte. Die „Realisierbarkeitsbedingung“ entspricht der Cauchy-Schwarz-Ungleichung, angewandt auf {\displaystyle {\hat {H}}_{\mathbf {k} }^{M}}, und lautet:
{\displaystyle |{\hat {H}}_{\mathbf {k} }^{M}|\leq {\frac {2{\hat {E}}_{\mathbf {k} }^{M}}{|{\mathbf {k} }|}}},
mit {\displaystyle \textstyle E_{\mathbf {k} }^{M}={\frac {1}{2}}{\hat {\mathbf {B} }}_{\mathbf {k} }^{*}\cdot {\hat {\mathbf {B} }}_{\mathbf {k} }} der Spektrum der magnetischen Energie. Die Eigenschaft {\displaystyle |{\hat {\mathbf {B} }}_{\mathbf {k} }|=|{\mathbf {k} }||{\hat {\mathbf {A} }}_{\mathbf {k} }^{\perp }|} (mit {\displaystyle {\hat {\mathbf {A} }}_{\mathbf {k} }^{\perp }} der divergenzfreie Teil des Fourierspektrums des magnetischen Vektorpotentialfeldes, orthogonal zum Wellenvektor {\displaystyle \mathbf {k} } im Fourierraum) wurde benutzt, um diese Ungleichung zu erhalten, da {\displaystyle {\hat {\mathbf {B} }}_{\mathbf {k} }=i{\mathbf {k} }\times {\hat {\mathbf {A} }}_{\mathbf {k} }} im Fourierraum (was {\displaystyle {\mathbf {B} }=\nabla \times {\mathbf {A} }} entspricht). Im Artikel fehlt der Faktor 2, da in diesem eine alternative Definition der magnetischen Helizität, und zwar {\displaystyle \textstyle {\frac {1}{2}}\int \mathbf {A} \cdot \mathbf {B} \;d^{3}{\mathbf {r} }}, benutzt wird.
Stellen wir uns eine Ausgangssituation ohne Geschwindigkeitsfeld und mit einem Magnetfeld vor, das aus einer Überlagerung von zwei Moden besteht, und zwar an die Wellenvektoren {\displaystyle \mathbf {p} } und {\displaystyle \mathbf {q} }. Wir nehmen an, dass das Magnetfeld völlig helikal ist, das heißt, dass es die Realisierbarkeitsbedingung sättigt:
{\displaystyle |{\hat {H}}_{\mathbf {p} }^{M}|={\frac {2E_{\mathbf {p} }^{M}}{|{\mathbf {p} }|}}} und {\displaystyle |{\hat {H}}_{\mathbf {q} }^{M}|={\frac {2E_{\mathbf {q} }^{M}}{|{\mathbf {q} }|}}}.
Angenommen, dass alle Energie- und magnetischen Helizitätstransfers zu einem dritten Wellenvektor {\displaystyle \mathbf {k} } geschehen, liefern die Erhaltung der magnetischen Helizität und die Erhaltung der Gesamtenergie {\displaystyle \textstyle {\hat {E}}^{G}={\hat {E}}^{M}+{\hat {E}}^{K}} (die Summe der magnetischen und kinetischen Energien) die Gleichungen:
{\displaystyle {\hat {H}}_{\mathbf {k} }^{M}={\hat {H}}_{\mathbf {p} }^{M}+{\hat {H}}_{\mathbf {q} }^{M},}
{\displaystyle {\hat {E}}_{\mathbf {k} }^{G}={\hat {E}}_{\mathbf {p} }^{G}+{\hat {E}}_{\mathbf {q} }^{G}={\hat {E}}_{\mathbf {p} }^{M}+{\hat {E}}_{\mathbf {q} }^{M}.}
Die zweite Gleichung für die Gesamtenergie beruht auf der Tatsache, dass wir eine Anfangsbedingung ohne Geschwindigkeitsfeld betrachten, sodass {\displaystyle {\hat {E}}_{\mathbf {p} }^{G}={\hat {E}}_{\mathbf {p} }^{M}} und {\displaystyle {\hat {E}}_{\mathbf {q} }^{G}={\hat {E}}_{\mathbf {q} }^{M}}. Dann gilt zwangsläufig {\displaystyle |\mathbf {k} |\leq \max(|\mathbf {p} |,|\mathbf {q} |)}. Angenommen wir hätten {\displaystyle |\mathbf {k} |>\max(|\mathbf {p} |,|\mathbf {q} |)}, dann:
{\displaystyle {\hat {H}}_{\mathbf {k} }^{M}={\hat {H}}_{\mathbf {p} }^{M}+{\hat {H}}_{\mathbf {q} }^{M}={\frac {2{\hat {E}}_{\mathbf {p} }^{M}}{|\mathbf {p} |}}+{\frac {2{\hat {E}}_{\mathbf {q} }^{M}}{|\mathbf {q} |}}>{\frac {2({\hat {E}}_{\mathbf {p} }^{M}+{\hat {E}}_{\mathbf {q} }^{M})}{|\mathbf {k} |}}={\frac {2{\hat {E}}_{\mathbf {k} }^{G}}{|\mathbf {k} |}}\geq {\frac {2{\hat {E}}_{\mathbf {k} }^{M}}{|\mathbf {k} |}},}
und dies würde die Realisierbarkeitsbedingung brechen. Dies impliziert {\displaystyle |\mathbf {k} |\leq \max(|\mathbf {p} |,|\mathbf {q} |)}. Für {\displaystyle |{\mathbf {p} }|=|{\mathbf {q} }|} wird die magnetische Helizität zu einem kleineren Wellenvektor transferiert, das heißt, zu größeren Skalen.

## Ideale Invarianz
In den späten 1950er Jahren entdeckten Lodewijk Woltjer und Walter M. Elsasser unabhängig voneinander, dass die magnetische Helizität eine ideale Invariante ist. Dies bedeutet, dass sie in Systemen, die keinen elektrischen Widerstand aufweisen, eine Erhaltungsgröße ist. Systeme mit sehr geringem elektrischem Widerstand kann man in astrophysikalischen Systemen finden. Da die magnetische Helizität topologische Eigenschaften des Magnetfeldes beschreibt, führt diese Invarianz zu Beschränkungen in der Gesamttopologie des Magnetfeldes: Wenn an einer Skala positive Helizität auftritt, muss auf einer anderen Skala im geschlossenen System negative Helizität auftreten.
Im Folgenden wird Woltjers Beweis, gültig für ein geschlossenes System, wiedergegeben:
Die Gleichung zur zeitlichen Entwicklung des Magnetfeldes und des magnetischen Vektorpotentials lauten im Fall eines idealen magnetohydrodynamischen Systems:
{\displaystyle \partial _{t}{\mathbf {B} }=\nabla \times ({\mathbf {v} }\times {\mathbf {B} }),}
{\displaystyle \partial _{t}{\mathbf {A} }={\mathbf {v} }\times {\mathbf {B} }+\nabla \Phi }.
Die zweite Gleichung erhält man bei der „Entrotationierung“ (manchmal wird der Begriff „uncurling“ auf Englisch benutzt) der ersten Gleichung. Der Term {\displaystyle \Phi } ist ein Skalarpotential, definiert durch die gewählte Eichung (siehe den Abschnitt über die Eichung). Wenn die Eichung so gewählt wird, dass das entsprechende Gradientenfeld verschwindet ({\displaystyle \nabla \Phi =0}), wird die Zeitentwicklung der magnetischen Helizität durch die folgende Gleichung beschrieben:
{\displaystyle \partial _{t}H^{M}=\int (\partial _{t}{\mathbf {A} })\cdot {\mathbf {B} }+{\mathbf {A} }\cdot \partial _{t}{\mathbf {B} }\;d^{3}{\mathbf {r} }=\int ({\mathbf {v} }\times {\mathbf {B} })\cdot {\mathbf {B} }\;d^{3}{\mathbf {r} }+\int {\mathbf {A} }\cdot (\nabla \times \partial _{t}{\mathbf {A} })\;d^{3}{\mathbf {r} }}.
Das erste Integral ist Null, da {\displaystyle \mathbf {B} } orthogonal zum Kreuzprodukt {\displaystyle {\mathbf {v} }\times {\mathbf {B} }} ist. Das zweite Integral kann partiell integriert werden, sodass:
{\displaystyle \partial _{t}H^{M}=\int _{V}\nabla \times {\mathbf {A} }\cdot (\partial _{t}{\mathbf {A} })\;d^{3}{\mathbf {r} }+\int _{S}{\mathbf {A} }\times (\partial _{t}{\mathbf {A} })\;d^{2}{\mathbf {r} }=0.}
Die erste Integration geschieht über das Gesamtvolumen und ist Null, da {\displaystyle \textstyle \nabla \times {\mathbf {A} }={\mathbf {B} }\perp \partial _{t}{\mathbf {A} }}, wie oben bereits erwähnt. Das zweite Integral ist das Oberflächenintegral über die Grenzen des geschlossenen Systems {\displaystyle S}. Dieses Integral ist Null, da die Bewegungen im geschlossenen System nicht das magnetische Vektorpotential außerhalb beeinflussen können, sodass auf der Systemgrenze {\displaystyle \partial _{t}A=0}, da das magnetische Vektorpotential eine kontinuierliche Funktion ist.
Wenn die magnetische Helizität eichinvariant ist, bleibt deshalb die magnetische Helizität selbst dann ideal erhalten, wenn die besondere Eichung {\displaystyle \nabla \Phi =0} nicht erfüllt ist.
Die magnetische Helizität bleibt auch in Situationen mit einem kleinen, endlichen elektrischen Widerstand näherungsweise erhalten. Hierbei tritt magnetische Rekonnexion auf, wodurch magnetische Energie in kinetische Energie umgewandelt wird, jedoch die magnetische Helizität ungefähr erhalten bleibt.

## Über die Eichung
Da das magnetische Vektorpotential {\displaystyle \mathbf {A} } nicht eichinvariant ist (es kann umdefiniert werden, indem man einen Gradienten addiert, ohne das Magnetfeld zu ändern. Die Rotation eines Gradientenfeldes ist nämlich Null), ist auch die magnetische Helizität in der Regel nicht eichinvariant. Für perfekt-leitende Systemgrenzen oder periodische Systeme ohne magnetischen Fluss durch die Grenzen des physikalischen Systems ist die magnetische Helizität jedoch eichinvariant. Das heißt, sie ist dann unabhängig von der gewählten Eichung. Periodische Systeme ohne magnetischen Fluss durch die Grenzen des Systems werden deshalb oft bei numerischen Simulationen für die Untersuchung der Dynamik der magnetischen Helizität benutzt (zum Beispiel.)
Im allgemeinen Fall kann man aber eine sogenannte eichinvariante „relative Helizität“ definieren. „Relativ“ bedeutet hier im Vergleich zu einem „gut gewählten“ magnetischen Vektorpotential und dem entsprechenden Magnetfeld, siehe Literatur. Dies ist dann besonders wichtig, wenn man realistischere Systeme betrachtet: Zum Beispiel sind astrophysikalische Systeme in Wirklichkeit nicht periodisch und meistens nicht geschlossen.